# خورخه کارانزا
خورخه کارانزا (انگلیسی: Jorge Carranza؛ زادهٔ ۸ مهٔ ۱۹۸۱) بازیکن فوتبال اهل آرژانتین است.
از باشگاه‌هایی که در آن بازی کرده‌است می‌توان به باشگاه فوتبال گودوی کروز اشاره کرد.